# Åhus hamn
Åhus Hamn är en hamn med gamla anor på Skånes östkust.  En bit in från åmynningen fanns två järnåldersboplatser med spår efter hantverk och handel. Hamnen var en viktig del i att den medeltida staden Åhus växte fram på platsen. Hamnen var viktig för Kristianstad stad särskilt under den tidiga byggnadsfasen. I modern tid har hamnen varit av stor vikt för jordbruket i Östra Skånes import av insatsvaror och export av produkter. Hamnen moderniserades i slutet av 1800-talet efter att den fått järnvägsförbindelse. Moderniseringen har fortsatt efter andra världskriget med nya kranar och kajer. Från 1960-talet har flera större industrier etablerat sig i hamnen som byggdes för att bereda plats till Danogips fabrik på 1970-talet.

## Förhistoria
Under yngre järnålder fanns två handels- och hantverksplatser vid Helge å cirka 1 km uppströms Åhus senare stad. Den äldsta av dessa kan dateras till ca 700-750 e Kr och var inte permanent. Den senare daterade handels- och hantverksplatsen låg 500 meter nordöst om den tidigare och kan dateras till ca 750- 850 e Kr. Den var en permanent eller halvpermanent bebyggelse . Den växte troligen i storlek vissa tider av året.
Den äldre platsen hade färre spår av verksamhet och inga spår av varaktig bebyggelse. Platsen hade kaolinlera som var bra för att tillverka deglar. På denna äldre plats har framför allt glas bearbetats och glaspärlor var inriktningen på verksamheten . Man har också gjutit  på platsen vilket efterlämnar ett flertal deglar liksom så kallade gjutdroppar, ingöt och en kopparhaltig slagg. Fragment av gjutformar saknas och därför kan typen av föremål som tillverkats inte bestämmas. Hjorthorn har bearbetats i tämligen stor omfattning. Bevaringsförhållandena var dåliga men hornhantverket var tillverkning av kammar. På platsen har funnits en smedja men det är osäkert om det är järn som har bearbetats på platsen.  Varuutbyte efterlämnade vikter, vågar, romerska skrotbronser och tre sceattas från 700-talet. Vikter och vågar kan också ha varit nödvändiga vid metallhantverket.
Den yngre platsen var en boplats med handel och hantverk och har spår bebyggelse. Boplatsen var stor och täckte 10 hektar. 120 grophus blev undersökta, men det fanns också stolpburna långhus. Fyndmaterialet är rester av specialiserat hantverk.  Pärlor tillverkades även här men rester från tillverkningen har mindre omfattning än på den äldre platsen. Kammakeriet har däremot lämnat större mängder restprodukter där hela  tillverkningsprocessen kan följas. Tillverkningen av kammar var högspecialiserad och arbetet gjordes med speciella redskap för att få precision i utformningen. 
Bronsgjutning efterlämnade 500 fragment av gjutformar som visar att nycklar, armringar, hängsmycken och ovala spännen har tillverkats. Bärnstenspärlor är ett viktigt material. Bärnstenen har svarvats och restprodukterna gör det möjligt att studera hela processen. Finsmide av järn är osäkrare. Textilhantverket har gjorts i ett tunt spunnet garn. Boplatsens speciella karaktär att textilier för avsalu har tillverkats, kanske i form av bildvävning. . Reparation och tillverkning av segelduk är också möjlig.  Olika hantverk var spridda över den stora boplatsen.  Fynden från platsen visar ett omfattande handelsnätverk som omfattat stora delar av den kända världen. Fynden inkluderar orientaliska pärlor, glasskärvor från västeuropeiska glaskärl. Keramiken är slavisk men också från Rhenprovinsen. Glas och keramik kan kommit till Åhus som transportkärl för exklusiva produkter som vin, salt eller kryddor. Mynt både från Västeuropa och Orienten, hacksilver och vikter pekar också på varuutbyte på platsen.

## Hamnens historia
Byggandet av Åhus Borg har troligen avsett att skydda hamn och handelsplats. På platsen för Åhus har sedan 1100-talet funnits en handelsplats med hamn. På ett av världens äldsta bevarade sjökort, upprättat av italienaren Angelino Dalorto år 1330, finns Åhus utprickat. Under 1500-talet ökade Åhus och hamnens betydelse. 1539 blev Åhus centrum för fisket i östra Skåne. Då  Kristianstad grundades förlorade Åhus sina stadsrättigheter 1617 och hamnen tillföll Kristianstad.  Men då staden Kristianstad byggdes medförde importerade byggnadsmaterial en livlig sjöfart i hamnen. 

### Graften
Graften är en grävd kanal från Helge ås nuvarande lopp vid Härnestad till hamnen i Åhus. Den är omkring 12 kilometer lång. Redan vid Kristianstads anläggning grävdes kanalen för att underlätta transporter genom den grunda Yngsjön i Helge ås nedre lopp. Denna kanal var starkt trafikerad från 1700-talet och till en bit in på 1900-talet av hästdragna, handstakade pråmar och slutligen av ångslupar mellan Åhus hamn och Kristianstad.
Efter Skånes övergång till Sverige 1658 ökade sjöfart och handel och Kristianstad blev stapelstad, med monopol i trakten på import av varor från utlandet och all utförsel gick via Åhus hamn. Sjöfarten i Åhus stagnerade under slutet av 1700-tal då Helgeå bröt sig ett nytt utflöde 1775 vid Gropahålet. En bottennoteringen inträffade redan tidigare 1716-1718 då inte ett enda främmande fartyg anlöpte hamnen. Det sänkte vattenståndet i Helge å med mer än en halv meter omöjliggjorde fartygstrafik till Kristianstad. 1840-1841 rustades den omoderna hamnen i Åhus upp för första gången. Den förbättrade hamnen fick en ny Hamnordning, som utfärdades den 8 september 1852. Under andra halvan av 1800-talet gjordes fler förbättringar av hamnen. Hamnen hämtade sig i slutet av 1800-talet då Kristianstad–Åhus Järnväg byggdes och stor utbyggnad  av hamnen i Åhus genomfördes. Efter muddring blev inseglingsrännan bredare och rakare för att underlätta för ångfartygen. Utbyggnaden av hamnen gjordes under åren 1895–1897. Sysselsättningen i hamnen växte och hamntrafiken ökade. 1894 bildade ett trettiotal arbetare den första fackföreningen i Åhus.1898 övertog ett kooperativ av 142 hamnarbetare allt arbete med lossning och lastning i hamnen. Stuveriföreningen existerade till april 1941. Sveriges längst verksamma kooperativa arbetareförening.
Under 1900-talet fortsatte  hamnen att bygga nya kajer. Andra världskriget avspärrning blev ett avbrott men efter världskrigets slut fick sjöfarten ett nytt uppsving och hamnen byggdes ut efter beslut 1955 och fick två nya kranar. Under 1960-talet importerade Åhus fyra gånger mer än det som lastades. En viktig orsak var eldningsoljan, vilken skeppades in via Åhus via den då nya oljedepån som var färdig 1968. Under 1970- och 1980-talet började verksamheter etablera sig i hamnområdet. De var oftast beroende av fartygstransporterna till eller från Åhus.

## Den moderna hamnen
Det geografiska läget gör att det är lätt för fartyg att anlöpa kaj och med de magasinsbyggnader och den containerterminal som finns inom hamnområdet kan ett rationellt lossnings- och lastningsarbete utföras. Åhus har ett strategiskt läge för transporter mot länder på östra sidan om Östersjön. i Åhus fanns 1993 till 2002 ro-ro-linjen Åhus–Klaipeda. Hamnen har en fraktlinje till Hamburg/Bremerhaven.
Nyetablerade företag har medfört att Åhus Hamn är en betydande bulkhamn och en av sydöstra Sveriges största containerhamnar.  Magasinsuthyrning bidrar till Hamnbolagets inkomster. Det är produkter till och från jordbruket som hanteras i stor omfattning i hamnen. Bulkgodset utgör cirka 70 % av den totala lastvolymen  i hamnen.  Inom hamnområdet verkar flera stora företag som, , kemi och färgföretaget Akzo Nobel Chemicals AB. Hamnen är lätt att anlöpa och har en terminal för containrar  med magasinsbyggnader helt nära, vilket underlättar lossning och lastning. Containertrafiken varje vecka med Bremerhafen och Hamburg ger goda fraktförbindelser mot Europa och världen. 2015 hägnades hamnområdet in och uppfyller därmed lagstiftningens krav på hamnsäkerhet.
I hamnområdet finns flera andra industrier,  varav den största The Absolut Company nyligen uppfört ett större så kallat höglager. Siloanläggningarna dominerar hamninloppet.  I hamnen finns flera industrier som har sin grund i skånskt jordbruk. Bland aktörerna finns bland andra konstgödningsföretaget Yara AB, som producerar gödning. Företaget har varit aktivt sedan 1882 och hette tidigare Norsk Hydro. Yara AB i Åhus hade totalt 231 anställda 2022 en ökning med 4 personer sedan 2021. Bolaget i Åhus är ett aktiebolag som varit aktivt sedan 1972.

### Knauf Danogips
De första åren på 1970-talet byggdes hamnen i Åhus. Danska företaget Danogips ville samtidigt bygga en fabrik i Åhus hamn. Utbyggnaden av hamnen gjordes med fyllnadsmassor och hamnområdet växte. Fabriksyggnaderna var färdigbyggda 1976. Maskinerna var på plats 1977 och fabriken startade i februari 1978.Fabriken drevs av Danogips under åren 1976 – 1992. Ombyggnader och anpassningar har gjorts till höjda miljö- och produktionskrav. 1992 förvärvade Knauf Danogips och därmed var Knauf Danogips fött. Inledningsvis var fabriken bara igång på dagtid, men har sedan blivit i flera skift.  Fabriken startade med standardgipsskivor  men produktmixen var 2023  ett komplett skivsortiment. Knauf-koncernen har fler är 250 fabriker/försäljningsorganisationer i 86 olika länder. 35 000 är anställda koncernen omsatte 10 miljarder euro 2019.

### Kristianstadsortens Lagerhusförening
KLF är den siloanläggning som ligger närmast tätortens bostäder. De andra två företagen med silos är Lantmännen och Svenska Foder. De tre siloanläggningar dominerar miljön i hamnen. Verksamheten på gatorna Skeppsbron och Kajgatan har vuxit samtidigt  och odelbart norr om industrierna finns bostäder. KLF bildades 1931 och föreningen finns på tre platser Karpalund, Rödaled och Åhus. Åhus fick ett spannmålslager1932.som tillbyggdes 1934. 1944 installerades en kvarn och efter kriget ökades möjligheterna att torka säden. Anläggningen var primitiv och hiss kom i slutet av 1950-talet. 1962 beslutade KLF att bygga en betongsilo för 3500 ton spannmål men planerna utökades med ett silotorn till. Anläggningen blev större på 1970-talet med en foderfabrik.1974 revs träsilon och istället byggde  LBA AB i Lund en betongsilo färdig 1975. 1977 förvärvades Cementas silo.
KLF har tre tre transportvägar, lastbilar, järnväg och fartyg. Investeringar för lassning och lossning av båtar har varit viktiga. 2012 rev KLF en silo som ägdes av Lavesson. På marken byggdes ett kontor med labb och utrymmen för anställda. KLF:s  siloceller består av glidgjuten betong. Nära silocellerna finns maskintorn med torkar. Planlager med konstruktioner av stål och korrugerad plåt som ytbetäckning. Närmast Åhus centrala bebyggelse finns invägningen. Industriområdet i hamnen var tidigare är tillgängligt men är nu ömgärdat av staket med gemensam grind med vakt. 

### Lantmännen
Lantmännens anläggning  i Åhus Hamn ligger mellan KLF och Svenska Foder.  Lantmännen i Åhus fanns redan i början av 1900-talet. I slutet av 1960-talet blev anläggningen större. Lantmännens första byggnader är rivna. Vissa av Lantmännens silor har varit Sockerbolagets. En silo från tidigt 1900-talet och en annan från 1950-talet. Lantmännen hade 2012 36 silor,  23 silor är byggda 1969 och 11 1972. Merparten är byggda i glidgjuten betong. Den äldsta silon ligger nära Svenska Foders fabrik. Spannmålssilor är gjutna  foderfabriken är byggd av plåt. Lantmännens verkar på tre fält: djurfoder, spannmålshantering och lager/logistik – distribution till kund. Foderrecepten kommer från Linköping. Kontroll av smittoämnen, är vital, särskilt salmonella. Djurfoder mals och blandas därefter värmebehandlas produkten. Hög värme dödar salmonellabakterier. Anläggningen har både kvarn och kross. Djurfoder är 2/3 av produktionen. Lantmännen och KLF har samarbetat för att utveckla djurfoder.  Av tre transportsätt  dominerar transporterna med lastbil, oftast bulkbilar, men fraktfartygen och järnväg är också viktiga för verksamheten. Ordinarie persona var 2012  32 personer men arbetstoppar ökar personalstyrkan med 10-12 personer. Lantmännens använde knäckebrödsspill från Wasas tillverkning i Filipstad i djurfoder. Samarbete har pågått i trettio år. Rapskakor från rapsolje-tillverkningen används också i foderproduktionen. Agrodrank, en restprodukt från brännerier blir också foder.

### Svenska Foder AB
Svenska Foder  AB har sina moderna plåtsilos längst ut i hamninloppet av de tre siloanläggningar som finns i Åhus hamn. Svenska Foder etablerade sin fabrik i Åhus 1986. Det är danska Vitfos As som äger företaget. Verksamhet bedrivs med konventionellt spannmål, djurfoder men även ekologiska foder produceras. Den ekologiska produktionen är helt avskild från de konventionella produkterna. Efterfrågan på ekologiskt djurfoder har ökat. Trollenäs gods levererar ekologiskt spannmål till Svenska Foder. Svenska Foders har 8 plåtsilor, så kallade privésilor. Varje  silo kan lagra 1000-1100 ton. Spannmålen förs till silona via transportband,  med skovlar. Svenska Foder är ett nytt företag jämfört med  KLF och Lantmännen vilket silorna av plåt skvallrar om. Anläggningen har torkanläggning, maskintorn, planlager i tegel och planlager. Mindre byggnader inrymmer teknik och övervakning. Planlagreta betongstommen framträder tydligt i fasade, bjälklag och sektioner syns i fasaden, vilket märks ut med vit färg. Facken är murade med gult tegel. Liknande planlager finns också i Lantmännens anläggning i Åhus. Risker med silos är bränder, Dammet kan orsaka dammexplosioner varför städningen är viktig för säkerheten. Våt spannmål kan självantända. Bränder i spannmålstorkar är vanliga. Svenska Foder har samarbeten med KLF legotorkar åt Svenska foder och med invägning. Svenska Foder har kort framförhållning och produktionen bestäms ofta bara tre dagar framåt. Kunderna önskemål ger inga långa väntetider.

### Driften av hamnen
2005 drevs Åhus hamn  av Åhus hamn och Stuveri AB. Företagets ägare är i huvudsak två:  Kristianstads Hamnanläggningar (54%) och Åhus Stuveri-intressenter (40%). För att stärka näringslivet i nordöstra Skåne finns ett samarbete mellan Åhus Hamn & Stuveri AB, Kristianstad Airport, Kristianstad kommun, Trafikverket och Högskolan i Kristianstad för utveckling av ett logistikcentrum för trafik på järnvägar, vägar och med fartyg och flyg.